# جواد شتلند القزم
جواد شتلند القزم هو سلالة إسكتلندية من الفرس القزم نشأت في جزر شتلند في شمال إسكتلندا. قد يطول حتى 107 سـم (42 بوصة) عند الغارب.  لها ثوب ثقيل وأرجل قصيرة وقوية بالنسبة لحجمها وتستخدم للركوب والقيادة وأغراض حزم الأمتعة وحملها.

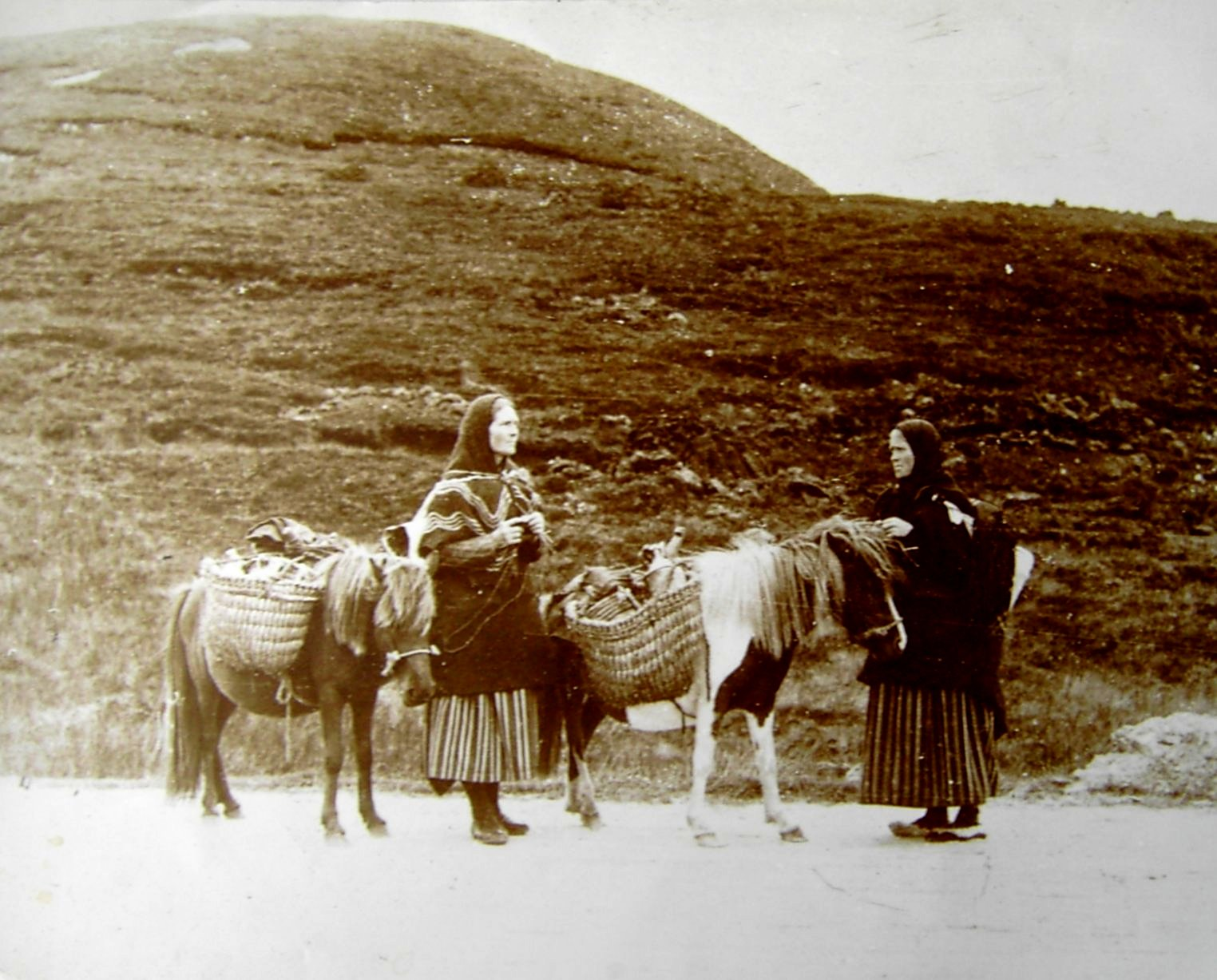
امرأتان من جزر شتلند مع فرسين قزمين: التقطت الصورة نحو 1900

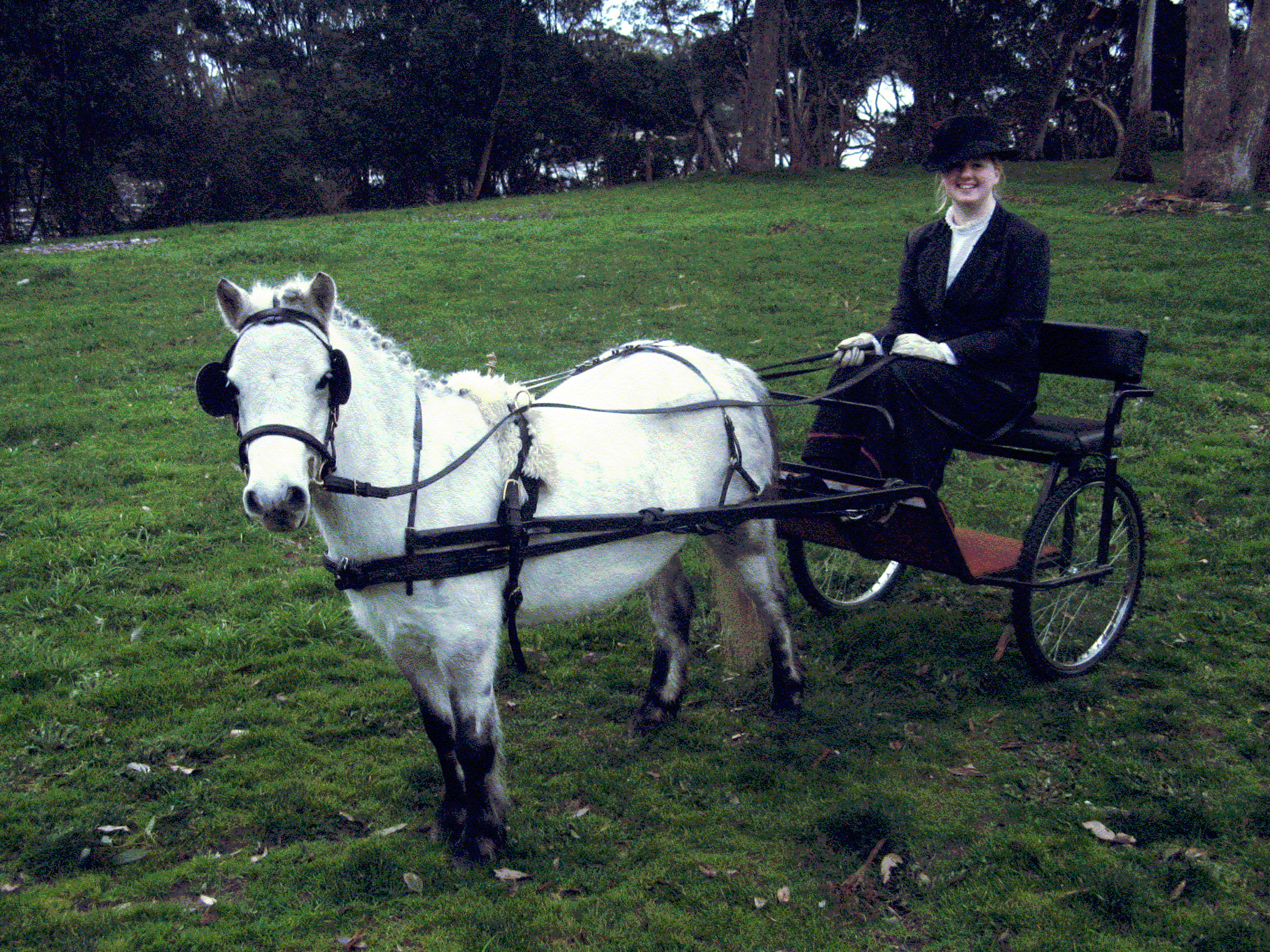